# Kamienica Abrahama Dudaka w Łodzi
Kamienica Abrahama Dudaka – kamienica znajdująca się przy ul. Sienkiewicza 6 (dawniej Dzika, Mikołajewska) w Łodzi.

## Historia
W latach 60. XIX w. działka należała do Piotra Taborskiego - tkacza pochodzenia polskiego. Sprzedał on działkę w roku 1865 (19.IV./1.V.) małżonkom Kristianowi Fryderykowi i Emilii Michel. Po ich śmierci, w roku 1887 działka przeszła na własność córek Albiny Hertel i Pauliny Ditrich. 14/27 marca 1911 roku Albina Hertel odsprzedała swoją połowę działki kupcowi Abrahamowi Dudakowi, a po kilku latach wykupił on od Wandy Olgi Ditrich pozostałą część.
Będąc już właścicielem całej działki Abraham Dudak zdecydował się na jej nowa zabudowę, i w 1911 roku zlecił opracowanie projektu architektowi Augustowi Furuhjelmowi.
August Furuhjelm był architektem pochodzenia fińskiego, miał prywatne biuro budowlano-techniczne w Łodzi przy ul. Widzewskiej (dziś J. Kilińskiego) 83 m 3. Na projekcie widnieje też podpis mistrza budowlanego T. Michalskiego z datą 12 lipca 1911 roku. Projekt został zatwierdzony 10 sierpnia 1911 roku przez Franciszka Chełmińskiego - architekta miejskiego.
Według tego projektu wybudowano w 1912 roku budynek frontowy prostokątny kryty dachem dwuspadowym, z dwiema oficynami, krytymi dachem pulpitowym. Właściciel, A. L. Szmulew Dudak, kupiec właściciel fabryki i składu towarów bawełnianych, na budowę domu zaciągnął pożyczkę w Towarzystwie Kredytowym Miasta Łodzi. Mając kłopoty finansowe sprzedał budynek, który 1 sierpnia 1918 roku nabyło małżeństwo Chaim Leib i Masza Lipnowscy. Zamieszkali frontowe mieszkania 7- i 4- pokojowe, w oficynach umieścili składy materiałów. Zainstalowali wtedy centralne ogrzewanie, a w 1931 roku rozbudowali obiekt m.in. oficynę północną o 2/3 ówczesnej długości, wznieśli budynki gospodarcze, stajnie, komórki, a w ogrodzie na zapleczu basen z fontanną; podwórze zostało wybetonowane.
Oni również zaciągnęli pożyczkę w Towarzystwie Kredytowym, nie spłacili jej i ogłosili upadłość, dlatego 18 grudnia 1934 r. posiadłość wystawiono na licytację. 8 października 1935 roku wyznaczono sekwestatora do ściągania opłat od lokatorów.
Po wojnie kamienicę otrzymały w użytkowanie Polskie Koleje Państwowe, na mieszkania dla pracowników.
W 1968 roku obiekt przeszedł na własność Skarbu Państwa. W latach 1968–1979 przeprowadzono remont kapitalny według projektu inż. A. Poniatowskiego z 1963 roku. Zniszczono dębowe posadzki, piece, kominki, boazerie, wystrój i wyposażenie wnętrz, zatarto pierwotny podział wnętrz. Zachowano elewacje, ocalał też częściowo pierwotny wystrój klatki schodowej - schody, balustrada, winda, stolarka.

## Architektura
Kamienica została wybudowana w kwartale ulic Gabriela Narutowicza (d. Dzielna), Jana Kilińskiego (d. Widzewska), Romualda Traugutta (d. Kolejowa, Strzelecka, Krótka) i Henryka Sienkiewicza. Jest to budynek mieszkalny murowany, pięciokondygnacyjny, podpiwniczony, z poddaszem, wraz z dwoma pięciokondygnacyjnymi oficynami tworzy kształt litery "U".
Kamienica jest budynkiem na planie prostokąta, z ćwierćkolistym ryzalitem od podwórza. W fasadzie, powyżej parteru dwa boczne, płytkie ryzality. Okna prostokątne, na parterze dwudzielne, zamknięte półkoliście, z kluczem wykonanym w tynku, a wyżej trójdzielne, rozdzielone półkolumienkami, zróżnicowane kształtem w różnych układach. Nad oknami pasy stylizowanych pąków kwiatów i owoców. Okna piwnic okratowane pionowymi prętami, dekorowanymi stylizowanymi motywami kwiatowymi. Ryzality zakończone ściankami szczytowymi z bogatą dekoracją sztukatorską w formie kartusza spiętego maszkaronem, a wokół i u podstawy liści akantu. Całość "wprawiona" w ruch falisty, jak to lubiła secesja. Zastosowano elementy baroku i klasycyzmu jak: kartusze, łuki wklęsło - wypukłe, muszle, wazy, girlandy, ale o skomplikowanym rysunku i nowym ujęciu w duchu Art Nouveau, które wraz ze zdobnictwem o motywach roślinnych tworzą całość oryginalną stylistycznie, bliską szczególnie secesji. Występuje zróżnicowanie materiałów i faktur - pseudorustyka w dolnej kondygnacji, bonie pasowe wykonane w tynku, pionowe pasy z glazurowanych płytek ceramicznych na trzecim i na 3/4 czwartej kondygnacji (w tonacji zielono-niebieskiej, opalizujących i zmieniających barwę w zależności od natężenia oświetlenia). Dekoracja tego czteropiętrowego domu jest skoncentrowana w górnej części fasady. Na osi fasady portal z drzwiami na klatkę schodową. Portal ujęty parą kolumn na wysokości cokołu i pierwszej kondygnacji. Kapitele kolumn tworzą stylizowane meandry. W tympanonie portalu półkolista płycina z wazą na postumencie. Balkony prostokątne, u szczytu półokrągłe. Balustrady balkonów ażurowe z prętów żeliwnych o motywach geometrycznych - meandry.
Otwór bramny usytuowany z boku od północy, prostokątny, zamknięty łukiem koszowym, z kluczem wykonanym w tynku, prowadzi do sieni przejazdowej. Sień w formie wydłużonego prostokąta, sklepiona spłaszczona kolebką z dekoracją w formie rozet. Klatka schodowa dwubiegowa, oblicowana płytami z białego marmuru, ściany wyłożone płytami ceramicznymi (biel), balustrada kuta, ażurowa z motywami liści akantu. Dekoracyjna obudowa żelaznych drzwi windy elektrycznej z kraty kutej i metalowej siatki. Kute liście akantu w drzwiach windy, a ponad drzwiami wieniec laurowy, przewiązany wstęga i girlandy. Oryginalna secesyjna stolarka drzwiowa i okienna. W oknach klatki schodowej zachowane szyby trawione z motywami waz, roślin i motyli.
Elewacje oficyn ukształtowane uskokowo, z silnie zaznaczonymi ryzalitami klatek schodowych. Oficyny mają zaokrąglone narożniki i są dobrze skomunikowane za pomocą łączników z budynkiem głównym. Pomieszczenia oficyn bez wystroju, ale zachowana jest częściowo stolarka okienna i drzwiowa.